# Gare de Petit Jouy - Les Loges
Pour les articles homonymes, voir Gare de Jouy (homonymie).
La gare de Petit Jouy - Les Loges est une gare ferroviaire française de la ligne de la grande ceinture de Paris, située sur le territoire de la commune de Jouy-en-Josas et celui de la commune des Loges-en-Josas dans le département des Yvelines en région Île-de-France.
C'est une gare de la Société nationale des chemins de fer français (SNCF) desservie par les trains de la ligne V du Transilien.

## Situation ferroviaire
La gare de Petit Jouy - Les Loges est située au point kilométrique (PK) 116,683 de la ligne de la grande ceinture de Paris, entre la gare de Jouy-en-Josas et la gare de Versailles-Chantiers. Son altitude est de 110 m.
Cette gare présente la particularité d'être « à cheval » sur les communes de Jouy-en-Josas et des Loges-en-Josas : le bâtiment voyageurs est situé sur la commune des Loges et les quais sur la commune de Jouy.

## Histoire
Le 1er mai 1883, le trafic de la ligne de Grande Ceinture ouvre aux voyageurs sur la section de Versailles-Chantiers à Savigny-sur-Orge. La halte de Petit Jouy - Les Loges est créée à cette occasion.
Le 15 mai 1939, le trafic voyageurs prend fin sur la section nord de la Grande ceinture comprise entre Versailles-Chantiers et Juvisy. Par contre, il subsiste sur la section sud, entre Juvisy et Versailles via Massy-Palaiseau. La gare de Petit Jouy - Les Loges reste donc ouverte aux voyageurs.

## Fréquentation
De 2015 à 2022, selon les estimations de la SNCF, la fréquentation annuelle de la gare s'élève aux nombres indiqués dans le tableau ci-dessous.
| Année     | 2015    | 2016    | 2017    | 2018    | 2019    | 2020   | 2021   | 2022    |
| --------- | ------- | ------- | ------- | ------- | ------- | ------ | ------ | ------- |
| Voyageurs | 183 539 | 186 152 | 187 858 | 184 879 | 184 199 | 66 070 | 67 702 | 151 872 |

## Service des voyageurs

### Accueil

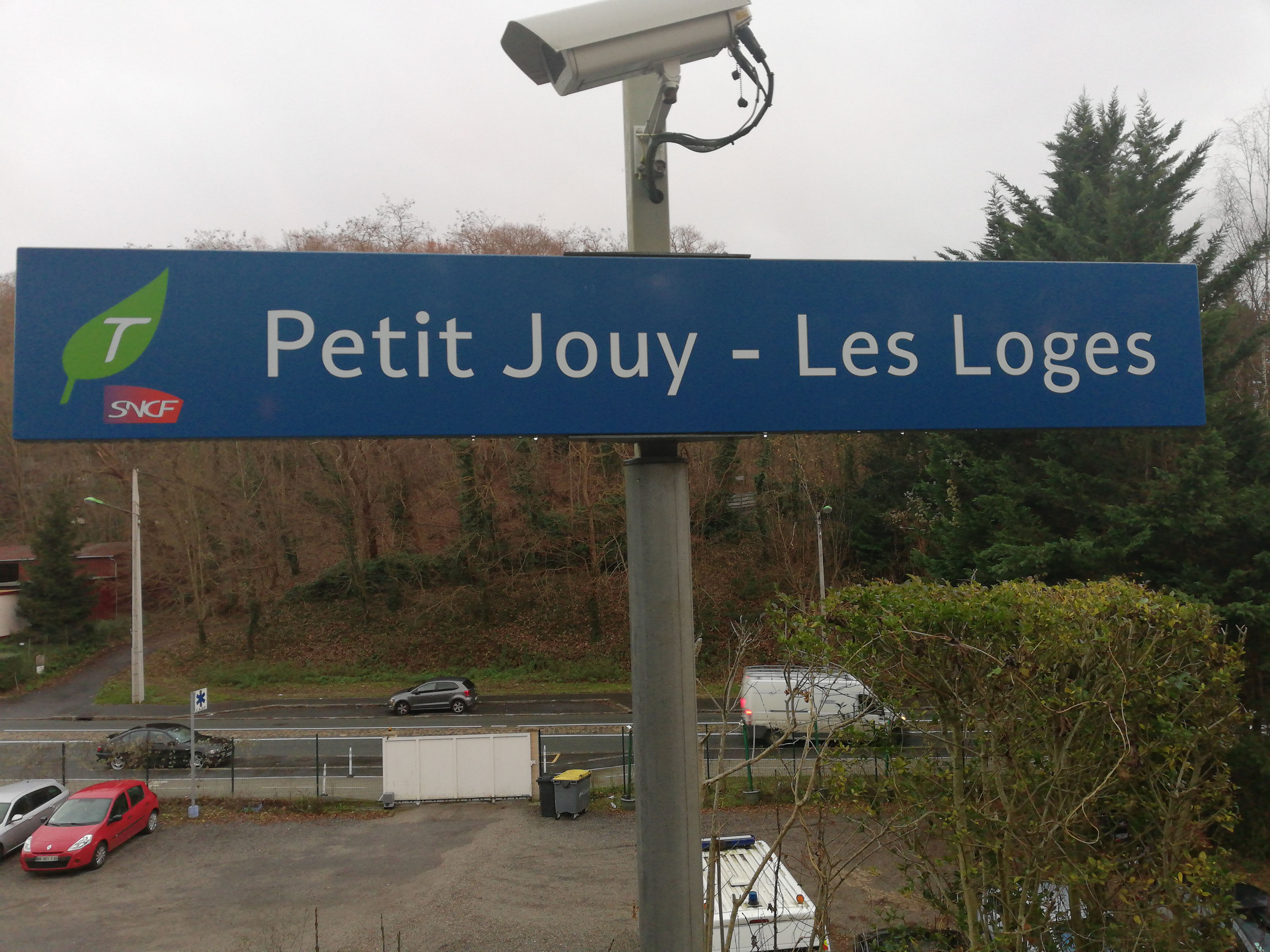
Plaque signalétique indiquant le nom de la gare, en 2019.

Le revêtement des quais est en bois. À proximité de la gare, un viaduc enjambe la petite route qui relie les deux communes et permet ainsi de passer d'un quai à l'autre.

### Desserte
Elle est desservie par les trains de la ligne V du Transilien.

### Intermodalité
La gare est desservie par les lignes 6164, 6172, 6173, 6174 et Soirée Versailles Chantiers du réseau de bus de Vélizy Vallées.

## Culture
La gare et le viaduc ferroviaire sont représentés dans une vignette de la bande dessinée SOS Météores d'Edgar P. Jacobs.

## Projet
En 2025, cette gare devrait être desservie par la ligne 12 du tramway d'Île-de-France, en remplacement de la branche de la ligne C du RER.

## Iconographie
- Jouy en Josas - La Halte du Petit-Jouy, carte postale ancienne, 1928 ()